# Jason Parker (rychlobruslař)
Jason Parker (* 13. května 1975 Yorkton, Saskatchewan) je bývalý kanadský rychlobruslař.
V roce 1994 se zúčastnil prvního Mistrovství světa juniorů, ve Světovém poháru debutoval v roce 1996, kdy rovněž premiérově startoval na seniorském Mistrovství světa na jednotlivých tratích. Největších individuálních úspěchů dosáhl na světovém šampionátu 2000, kde se v závodech na 1000 m a 1500 m umístil shodně na pátém místě. Na Zimních olympijských hrách 2006 byl členem kanadského týmu, který ve stíhacím závodě družstev získal stříbrnou medaili. Po sezóně 2005/2006 ukončil sportovní kariéru.